# Mycarus psyche
Mycarus psyche är en insektsart som beskrevs av Alexander Fyodorovich Emeljanov 1991. Mycarus psyche ingår i släktet Mycarus och familjen vedstritar. Inga underarter finns listade i Catalogue of Life.